# Vimpa

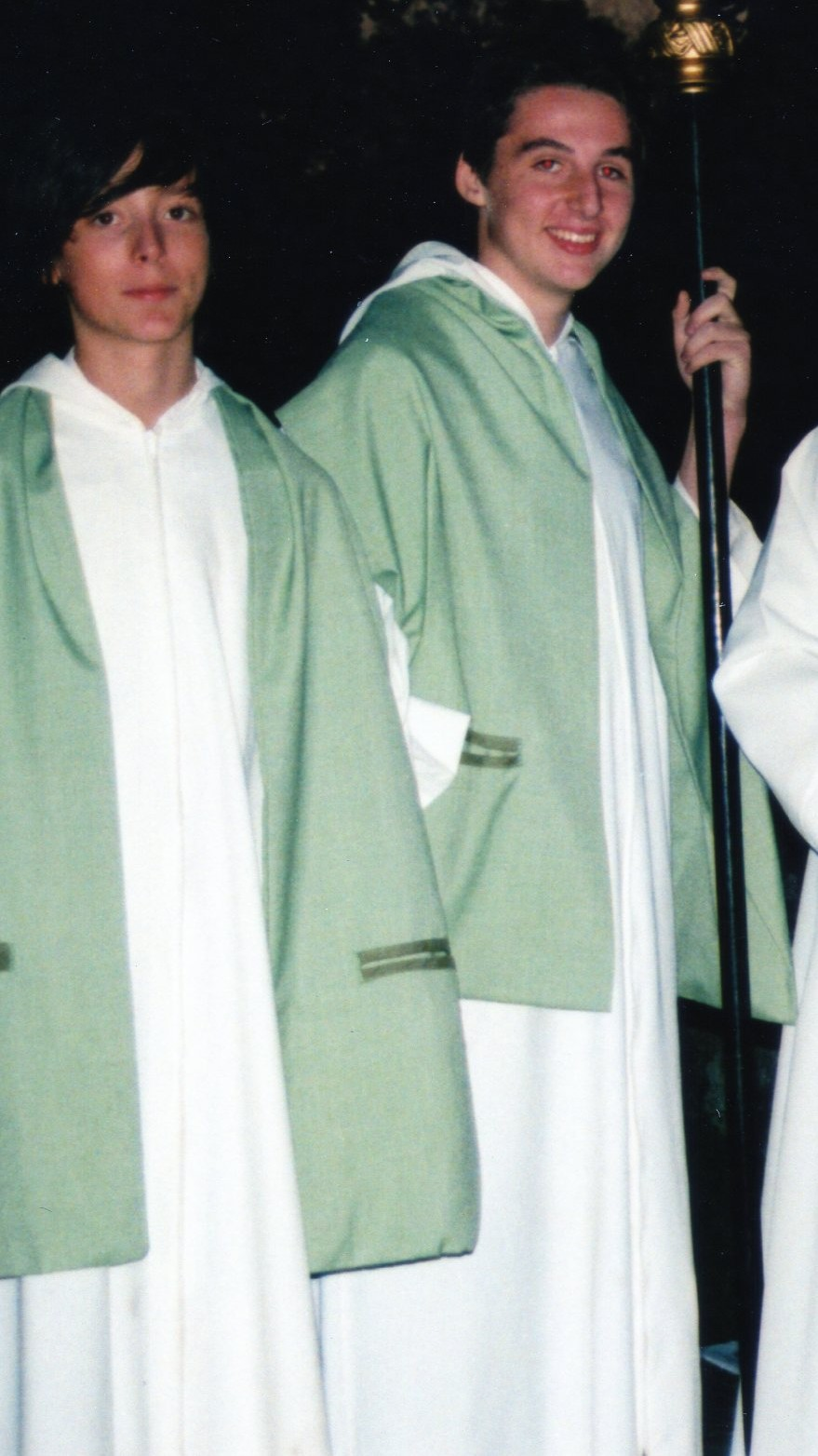
Due caudatari indossano la vimpa di colore verde. Si vedono le "tasche" per inserire le mani quando il caudatario tiene il pastorale o la mitria.

La vimpa, chiamata anche veletta, è un paramento liturgico usato nel cerimoniale episcopale della liturgia cattolica di rito romano e ambrosiano; è usato anche nella liturgia anglicana.

## Descrizione
Essa è una sorta di sciarpa o, meglio, di velo omerale lungo e stretto, del colore liturgico corrente (oppure bianco), mai decorata, indossato a modo di stola. Spesso è di seta. L'accolito (istituito, o de facto se ministrante) o il ministrante che indossa la vimpa è comunemente detto caudatario. La funzione della vimpa è di evitare che le mani dei caudatari bagnino o insudicino la mitria o il pastorale che ricevono dal vescovo nei momenti della celebrazione liturgica in cui questi non vengono usati.